# Sigma Alpha Epsilon

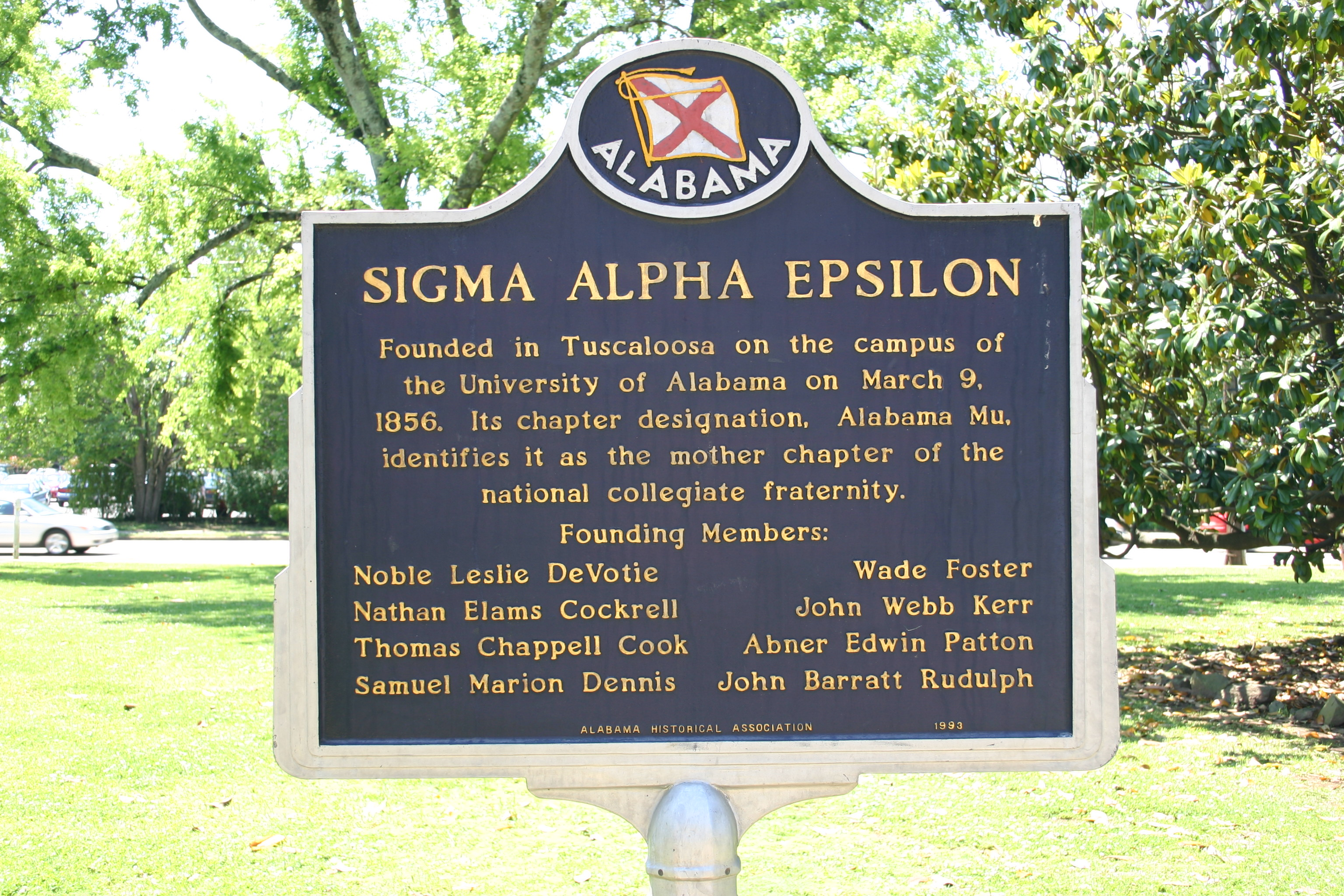
Marchio storico dei fondatori della Sigma Alpha Epsilon nel campus dell'Università dell'Alabama.

Sigma Alpha Epsilon (ΣΑΕ), nota comunemente come SAE, è una confraternita studentesca nordamericana. Fu fondata presso l'Università dell'Alabama il 9 marzo 1856. Di tutte le confraternite studentesche attualmente esistenti, la Sigma Alpha Epsilon è l'unica fondata nel Sud degli Stati Uniti d'America prima della guerra di secessione americana. Il suo quartier generale nazionale, il Levere Memorial Temple, fu istituito nel campus della Northwestern University a Evanston, nell'Illinois, nel 1929. La missione della confraternita è così definita:
(Start a Chapter - Sigma Alpha Epsilon)
La Confraternita contava nel 2011 capitoli e colonie in 50 stati e province.
Il "credo" della Sigma Alpha Epsilon, The True Gentleman, deve essere ricordato e recitato da tutti i futuri membri. I nuovi membri ricevono una copia del The Phoenix, il manuale della Sigma Alpha Epsilon, per lo sviluppo educativo. Nel marzo 2014, la confraternita ha annunciato di eliminare la tradizionale promessa a causa di numerosi incidenti correlati all'alcol e alla droga.
Nel 2013, Sigma Alpha Epsilon ha avuto nove casi di morte collegati al bere, alle droghe e al nonnismo dal 2006, più di ogni altra confraternita di lettere greche negli Stati Uniti secondo i dati forniti da Bloomberg News nel 2013. Durante gli anni 2010, almeno 18 capitoli della Sigma Alpha Epsilon sono stati sospesi, chiusi o banditi.

## Storia
Sigma Alpha Epsilon fu fondata il 9 marzo 1856 presso l'Università dell'Alabama a Tuscaloosa. I suoi fondatori sono stati Noble Leslie DeVotie, Nathan Elams Cockrell, Samuel Marion Dennis, John Barrett Rudulph, Abner Edwin Patton, Wade Hampton Foster, Thomas Chappell Cook e John Webb Kerr. Il loro leader fu DeVotie, che scrisse il rituale, creò il controllo e scelse il nome. Rudulph disegnò la scheda della confraternita. Di tutte le attualmente esistenti confraternite studentesche, la Sigma Alpha Epsilon è l'unica fondata nel Sud degli Stati Uniti d'America prima della guerra di secessione americana.
Fondata in tempi di intenso sentimento particolare, Sigma Alpha Epsilon ha confinato la sua crescita negli stati del sud. Alla fine del 1857 la confraternita contava sette capitoli. Il suo primo Congresso nazionale ebbe luogo nell'estate del 1858 a Murfreesboro, nel Tennessee, con la partecipazione di quattro dei suoi otto capitoli. Allo scoppio della guerra di secessione, nel 1861, erano stati fondati 15 capitoli.
Nessuno dei fondatori della SAE fu membro di altre confraternite, sebbene Noble Leslie DeVotie fosse stato invitato ad unirsi alle altre confraternite dell'Università dell'Alabama prima di fondare la Sigma Alpha Epsilon.
La confraternita contava meno di 400 membri quando ebbe inizio la guerra di secessione americana. Di questi 369 entrarono in guerra per gli Stati Confederati e sette per l'Unione. Settantaquattro membri della Confraternita persero la vita nella guerra.
Mentre molti capitoli della Sigma Alpha Epsilon oggi sostengono che Noble Leslie DeVotie fu il primo a morire nella Guerra Civile, ciò è contestato. DeVotie perse l'equilibrio mentre saliva sul vapore a Fort Morgan, in Alabama, il 12 febbraio 1861, batté la testa e morì. Il suo corpo fu portato a riva tre giorni dopo. Poiché l'Alabama aveva già lasciato l'Unione nel gennaio di quell'anno, DeVotie è visto da molti come il primo caduto nella guerra e tale fu riconosciuto dallo stato dell'Alabama.
Dopo la Guerra civile era sopravvissuto un solo capitolo, quello del College della Columbia (che oggi è la George Washington University) a Washington.
Quando pochi dei giovani veterani tornarono al Georgia Military Institute e trovarono il loro college completamente distrutto dalle fiamme, decisero di entrare nell'Università della Georgia, ad Athens, nella Georgia. La fondazione di un capitolo colà alla fine del 1865, insieme alla ricostituzione del capitolo dell'Università della Virginia, condusse alla rivitalizzazione della Confraternita. Presto, altri capitoli tornarono in vita e, nel 1867, il primo congresso post-bellico fu tenuto a Nashville, nel Tennessee, dove una mezza dozzina di capitoli tornati in vita progettarono la futura crescita della Confraternita.
Negli anni 1870 e nei primi 1880, si formarono più nuovi capitoli. I vecchi scomparivano man mano che ne venivano fondati di nuovi. Nel 1886, la Confraternita aveva certificato 49 capitoli, pochi però dei quali erano attivi. Il primo capitolo nel nord del Paese fu fondato presso il Pennsylvania College (oggi Gettysburg College) nel 1883, poi, due anni dopo, ne fu istituito un altro presso il Mount Union College in Ohio.
Subito dopo il sedicenne Harry Bunting entrò nell'Università Presbiteriana del Sudovest a Clarksville, nel Tennessee, nota oggi come Rhodes College di Memphis, nel Tennessee. Egli fu iniziato al Capitolo Tennessee Zeta, che aveva in precedenza iniziato due dei suoi fratelli. In otto anni Harry Bunting e il suo fratello minore promossero i capitoli di Sigma Alpha Epsilon per incrementare la loro appartenenza. Essi scrissero articoli incoraggianti sul giornale trimestrale della Confraternita, il The Record, favorendo degli standard migliori per i capitoli. Ma soprattutto essi diedero nuova vita ai vecchi capitoli nel Sud (compreso il capitolo-madre in Alabama) e ne fondarono di nuovi nel Nord e nell'Ovest. I Buntings furono autori di una vera e propria esplosione di crescita, fondando quasi 50 capitoli di Sigma Alpha Epsilon. Quando Harry Bunting fondò nel 1894 il capitolo della Northwestern University, egli vi iniziò come nuovo membro William Collin "Billy" Levere, cui passò la fiaccola della leadership per i successivi tre decenni e l'elevato spirito di Levere portò alla maturità la Confraternita.
Quando, il 22 febbraio 1927, Levere morì, il Consiglio Supremo della Confraternita decise di chiamare il neo eretto edificio del quartier generale The Levere Memorial Temple. Esso era un'enorme struttura in stile gotico tedesco, sita vicino al Lago Michigan e in pieno campus della Northwestern University, venne iniziato nel 1929 e dedicato nell'inverno del 1930.
Quando il Consiglio Superiore si riuniva regolarmente nel Temple, all'inizio degli anni 1930, l'educatore John O. Moseley, presidente nazionale della Confraternita, lamentava:
(John O. Moseley, Presidente nazionale della Confraternita Sigma Alpha Epsilon)
Nonostante la depressione economica la prima Scuola della Leadership fu diretta da Moseley nell'estate del 1935. Nei suoi ultimi anni di vita Moseley fu segretario esecutivo della Confraternita conducendo una carriera accademica che comprendeva due presidenze del college.

## Il Levere Memorial Temple
Il quartier generale della Confraternita internazionale, noto anche come Centro Servizi della Confraternita, è rimasto al Levere Memorial Temple in Evanston, Illinois. Esso è stato dedicato il 28 dicembre 1930 per onorare tutti i membri della Confraternita che hanno prestato servizio per il proprio paese nelle Forze Armate dal 1856.
L'edificio ospita un museo al primo piano con una collezione di fotografie storiche, dipinti e collezioni provenienti da fonti private. Al pianoterra vi è la Panhellenic Room, sul soffitto della quale vi sono gli stemmi di 40 Congregazioni maschili (fraternities) e 17 femminili (sororities), mentre nelle nicchie sul lato nord vi sono ampi murales che mostrano la fondazione della Phi Beta Kappa nel 1776 e quella della Sigma Alpha Epsilon in 1856, insieme ad altri murales che illustrano episodi della storia della Confraternita. La Panhellenic Room contiene una riproduzione del dipinto di Raffaello Scuola di Atene, dipinta da Johannes Waller durante gli anni millenovecentotrenta. Alcune finestre dell'edificio riportano gli stemmi del college e dell'università in vetro colorato da istituzioni con capitoli della Sigma Alpha Epsilon.
L'edificio viene oggi utilizzato per cerimonie e ricevimenti da parte di organizzazioni sociali e accademiche della Northwestern University. La Confraternita ospita nel Temple un certo numero di convegni nazionali per membri della Sigma Alpha Epsilon. La cappella del Temple, con le sue volte e finestre in vetro colorato di Tiffany è anche utilizzata per servizi religiosi e matrimoni dei membri della Sigma Alpha Epsilon e di altri.

## Governo
Nei suoi primi giorni il governo della Confraternita era attribuito a un singolo capitolo, definito Gran Capitolo (Grand Chapter). Il primo di tali capitoli fu il North Carolina Xi presso l'Università della Carolina del Nord a Chapel Hill, che era responsabile solo del Congresso generale, l'ultimo è stato il Tennessee Omega, dell'Università del Sud a Sewanee, nel Tennessee.
Oggi la Sigma Alpha Epsilon è governata dai Congressi della Confraternita, che si tengono ogni due anni. Ai congressi i confratelli provengono da tutto il Paese per valutare insieme le modifiche alle norme della Confraternita, al rituale e per eleggere i funzionari nazionali. Tra i congressi la SAE è governata da un Consiglio Supremo costituito da soli volontari; esso è composto dall'"Eminente Supremo Arconte" (Presidente), dall'"Eminente Supremo Vice-Arconte" (Vice Presidente), dall'"Eminente Supremo Guardiano" (Tesoriere), dall'"Eminente Supremo Araldo" e dall'"Eminente Supremo cronista". Un "Eminente Supremo Arconte Onorario" viene anche scelto tra i passati Eminenti Supremi Arconti.
Il Direttore esecutivo di Sigma Alpha Epsilon (una posizione di staff a tempo pieno, remunerata) detiene il titolo di Eminente Supremo Cancelliere e funge da Direttore Generale dell'organizzazione. Egli è coadiuvato da più di 25 persone in staff a tempo pieno, allocate presso il Levere Memorial Temple come in altri luoghi. Il Congresso della Confraternita elegge anche i membri del Consiglio di Amministrazione della Fondazione SAE (undici membri in totale) e il Consiglio Finanziario e Immobiliare (sette membri in tutto).
In aggiunta Sigma Alpha Epsilon è governata localmente attraverso i congressi provinciali. La provincia è una sezione composta da capitoli limitrofi. Queste province si incontrano regolarmente per discutere argomenti riguardanti singoli capitoli. Ciascuna delle 30 province sono guidate da un arconte della provincia affiancato da un Consiglio provinciale.

## I Diomediani
Ad un certo punto la Confraternita ebbe membri affiliati chiamati "Diomediani". Questa organizzazione fu fondata nel 1918 a New York City e il suo rituale fu per la prima volta "esemplificato" nel maggio del 1919 e un Congresso nazionale con il potere di garantirne la costituzione fu tenuto nello stesso mese di giugno.
Un congresso successivo a St. Louis, un anno e mezzo dopo, incorporò i "Diomediani" nella struttura dell'organizzazione della Confraternita e creò il "Grado Diomediano". Nel 1923 furono creati capitoli Diomediani nel Michigan e a Pittsburgh e una casa destinata a fornire una modesta dimora per giovani appena usciti dal college fu stabilita al 51 West 48th Street a New York.

## Decessi e lesioni dovuti a nonnismo e alcol
Sigma Alpha Epsilon ha avuto nove casi di decessi legati a nonnismo, droga e alcol dal 2006, più di ogni altra organizzazione di lettere greche, secondo i dati forniti da Bloomberg nel 2013. Più di 100 furono sottoposti a disciplina dal 2007, con almeno 15 sospesi o chiusi dal 2010. Un potenziale iniziato al capitolo SAE dell'Università di Salisbury, nel Maryland riportò che Justin Stuart fu picchiato con una pagaia, obbligato a bere alcolici fino al punto di perdere conoscenza e confinato in uno scantinato per nove ore senza accesso a cibo, acqua o bagno, mentre veniva assoggettato a tortura musicale, un'esperienza descritta come "quasi simile a Guantánamo". Le accuse furono verificate da un'inchiesta dell'Università che portò alla sospensione del capitolo sulla base che esso aveva violato le politiche di Salisbury sull'alcol, sul nonnismo e sulle minacce o atti di violenza.
Nel maggio 2013, membri del capitolo dell'Università statale dell'Arizona, secondo quanto si dice, lasciarono un membro giovane davanti a un ospedale con un biglietto che diceva: «Ho bevuto e ho bisogno di aiuto». Il ventenne sopravvisse a quasi venti bicchierini di tequila, provocanti un contenuto di alcol nel sangue dello 0.47%, quasi letale, secondo i medici.
Risultato di questi incidenti fu che gli studenti membri pagano le più alte quote per l'assicurazione di responsabilità civile rispetto alle altre Confraternite. In marzo 2014 JPMorgan Chase smise di gestire un conto di investimenti della fondazione caritatevole del SAE, probabilmente a causa della pubblicità negativa derivata dai casi di nonnismo.
Nel gennaio 2019, uno studente del primo anno iniziato al capitolo presso l'Università della California, Irvine morì per avvelenamento da alcol, con accuse ai rituali di nonnismo della Confraternita, che sono ancora sotto inchiesta.

### Eliminazione del procedimento di promessa
Nel 2013, l'organizzazione della Confraternita nazionale rispose alle accuse di nonnismo, affermando di avere "tolleranza zero per il nonnismo" e che le infrazioni riportate rappresentano una modesta percentuale su 219 capitoli e 15 000 membri del college. A seguito del decesso collegato al nonnismo di uno studente del secondo anno presso la Cornell University nel 2011, il quale fu bendato, costretto a bere bicchierini di vodka e quindi lasciato morire nel fabbricato vuoto della Confraternita, fu proposto al 155º congresso nazionale un emendamento istituzionale per bandire l'alcol da tutte le strutture dei capitoli, ma la proposta non passò non avendo ricevuto la necessaria maggioranza dei due terzi.
Nel marzo 2014 la Confraternita rivide il suo procedimento di accettazione dei membri rimpiazzando il termine pledge (promessa) con  new member (nuovo membro) e richiedendo che l'iniziazione fosse completata entro le 96 ore successive al ricevimento dell'offerta da parte del nuovo membro. Il presidente nazionale della Confraternita ha citato gli sforzi per combattere il nonnismo, per trattare allo stesso modo tutti i membri della Confraternita e proteggere la reputazione della Confraternita come motivo primario del cambiamento. La Confraternita seguirà ora la iniziativa del Vero Gentiluomo (True Gentleman Initiative), che richiede al tutti i membri di continuare la loro formazione della Confraternita per tutti i 4 anni.

## Sospensione e chiusura del capitolo
Il capitolo all'Università dell'Alabama fu sospeso nel 1988 a causa delle accuse di traffico di cocaina e per la violazione del codice dell'Università contro l'uso e il traffico di droga. La sospensione fu annullata nel 1990, ma con un elenco di obiettivi migliorativi che il capitolo avrebbe dovuto raggiungere; nel 1992, il capitolo fu nuovamente sospeso per non essere riuscito a raggiungere gli obiettivi richiesti. Nell'autunno del 1991 il capitolo dell'Università di Houston fu sospeso quando il presidente della Confraternita staccò con un morso il dito della mano di una ospite durante un litigio con il suo boyfriend ad un ricevimento tenutosi nell'edificio della Confraternita.
Nel 1997, il capitolo dell'Università statale della Louisiana fu sospeso dopo che un membro morì a causa di avvelenamento da alcol. Un altro membro fu lodato per aver salvato una dozzina dei suoi confratelli trasportandoli da solo e senza l'ausilio di mezzi di trasporto al più vicino ospedale.
Nel 2002, funzionari dell'Università di Syracuse hanno sospeso il capitolo dopo che un membro era apparso in blackface. Egli fu espulso dall'università. Il capitolo tornò dopo la sospensione e nel 2006 fu trovato colpevole di aver perseguitato con nonnismo un nuovo membro presso l'Ufficio Confraternite dell'Università.
Nel 2012 si verificò un caso di presunta condotta riprovevole da parte di un membro dell'Università statale della Louisiana con una giovane del primo anno. Nel medesimo anno il capitolo dell'Università fu accusato di forti percosse a matricole. Il capitolo fu sospeso fino a gennaio 2015.
Nella primavera del 2012, il capitolo della SAE dell'Università di Miami fu sospeso dopo una battaglia a fuochi d'artificio di mattino presto con la vicina sede della Phi Kappa Tau: la polizia di Oxford sequestrò una considerevole quantità di droghe da entrambe le sedi. Poiché i gruppi erano temporaneamente ignoti durante il periodo di sospensione, agli studenti del secondo anno che vivevano colà esenti dalla politica di ospitalità del campus biennale fu chiesto di lasciare i loro alloggi e spostarsi nel campus. Come conseguenza l'organizzazione nazionale della SAE citò in tribunale l'Università di Miami chiedendo un indennizzo di 10 milioni di dollari per "grave afflizione emozionale" e "perdita sostanziosa di introiti e reputazione". Susan Dlott, giudice del Distretto Sud dell'Ohio, respinse la citazione della SAE nel febbraio 2013 "con pregiudizio" (cioè con impossibilità di ripresentarla). In novembre 2015, al capitolo SAE di Miami fu permesso di rientrare nel Consiglio Interconfraternita di Miami.
Nel 2013, il Capitolo dell'Università statale dell'Arizona fu bandito dal campus a causa di ripetuti casi di nonnismo, violazioni delle regole sull'alcol e comportamento discutibile. Jack Culolias, una matricola dell'Università e aspirante SAE, una sera fu cacciato a calci da un bar e più tardi trovato morto in un fosso. Il capitolo affrontava difficili esami mentre un membro stava quasi morendo dopo aver partecipato a una bevuta di tequila.
Nel 2014, presumibilmente avvenne uno stupro durante un party presso la Loyola Marymount University. L'organizzazione nazionale reagì chiudendo il capitolo.
In ottobre 2014, il capitolo dell'Università della California dl Sud fu chiuso per "violazione della salute e della sicurezza dei membri".
In dicembre 2014, l'Università di Stanford annunciò la sospensione degli alloggiamenti della SAE a causa di rapporti su casi di molestie sessuali. Dopo che una successiva indagine dell'Università aveva scoperto che alcuni membri avevano impedito a uno studente di presentare un'accusa secondo il Titolo IX e avevano intimidito e molestato un altro studente che ritenevano avesse presentato una protesta in base al Titolo IX, il beneficio di alloggiamento del capitol fu revocato "a tempo indeterminato" nel maggio 2015.
Nel gennaio 2015, la vittima di una sospetta aggressione a sfondo sessuale durante un party presso la SAE dell'Università statale dell'Iowa fu ricoverata in ospedale. L'evento è sotto indagine da parte della polizia e il capitolo ha sospeso i membri sospettati dell'aggressione.
Nel marzo 2015, The Johns Hopkins University sospese il capitolo SAE locale fino alla primavera del 2016 a seguito di un'aggressione a scopo sessuale a una delle loro iscritte.
Il capitolo dell'Università Yale fu temporaneamente bandito dall'Università contro l'utilizzo del sistema di e-mail e bollettini e per l'associazione del nome della Confraternita e dell'Università e i susseguenti commenti "inappropriati" fatti da membri SAE members.
Nell'aprile 2015, il capitolo dell'Università dell'Arizona fu sospeso a tempo indeterminato dal quartier generale della Sigma Alpha Epsilon, con l'accusa di gravi molestie e danni agli studenti che volevano entrare nella Confraternita.
Nel luglio 2015 il capitolo dell'Università di Richmond (Virginia) fu sospeso a tempo indeterminate a causa di "ripetuti eventi che avevano violato le politiche dell'Università e le procedure di gestione del rischio" Un'inchiesta era stata precedentemente aperta in aprile, allorché l'organizzazione aveva sospeso il capitolo dopo che due donne si erano ferite cadendo da un balcone durante una gita sciistica.
Nel gennaio 2016, il capitolo del Dartmouth College fu sospeso e disconosciuto dall'Università per la violazione delle norme di sicurezza e sanitarie e per il mancato rispetto per gli standard organizzativi nazionali.  La confraternita era stata citata in precedenza per atti di nonnismo nel 2009 e nel 2012.
Nell'aprile 2016, il capitolo dell'Università di Maryland, Contea di Baltimore (UMBC) fu sospeso dopo voci riguardo a violazioni della politica sugli alcolici, furti e danneggiamenti di beni di proprietà e mancato rispetto delle sanzioni precedentemente inflitte (anche per somministrazione di alcol a minorenni in un party, per cui vi erano state 55 citazioni della polizia). Il Consiglio Giudiziario Studentesco dell'Università accertò che le voci rispondevano a verità e sospese il capitolo per quattro anni.
Nell'ottobre 2016, il capitolo dell'Università di Auburn, in Alabama, fu sospeso per due anni dopo ripetuti atti di nonnismo e violazioni della politica di gestione del rischio.
Nel febbraio 2017, il capitolo della SAE presso la Northwestern University, Illinois, fu sospeso a tempo indeterminato dopo che quattro donne avevano sostenuto di essere state narcotizzate durante un party della SAE con droghe da stupro e che due di loro fossero state poi aggredite sessualmente.
Nel novembre 2017 il capitolo della SAE presso l'Università del Texas ad Austin fu sospeso per atti di nonnismo. Due anni prima numerosi membri del capitolo erano stati accusati di aver picchiato pesantemente un vicino di casa che si era lamentato per l'eccessivo volume della musica che proveniva dalla residenza della confraternita, durante un evento di reclutamento. Due soli membri erano stati identificati e incriminati per aggressione.
Nel dicembre 2017, il capitolo SAE dell'Università del Mississippi (Ole Miss) fu sospeso a causa di "problemi di sicurezza e salute e incapacità di aderire agli standard e alle aspettative dell'Organizzazione nazionale"; la sospensione durerà finché tutti i membri non laureati saranno ancora studenti dell'università.
Nel marzo 2018, il capitolo SAE presso l'Università dell'Idaho fu soppresso dopo che un'inchiesta da parte dell'organizzazione nazionale aveva confermato il fallimento del capitolo nell'attenersi alle linee-guida nazionali, comprese alcune violazioni sanitarie e di sicurezza. L'Università era stata informata delle indagini nel dicembre 2017, dopo che il capitolo era stato sospeso dalla Confraternita nazionale. L'Università era stata altresì informata che le denunce riguardavano atti di nonnismo e venne condotta un'indagine aggiuntiva riguardo a ciò, come parte del codice di condotta degli studenti dell'università. Come parte dell'accordo conclusivo, l'università, congiuntamente all'ufficio nazionale SAE, consentirà alla SAE di ricostituirsi nell'agosto 2022 a certe condizioni, compresa l'aspettativa che i membri siano capaci di mantenere il capitolo sobrio ed mantengano un consulente permanente.
Nell'agosto 2018, la Confraternita nazionale SAE e il capitolo dell'Università della California, Los Angeles (UCLA) furono citati in giudizio per negligenza dopo che un membro della Confraternita ZBT aveva molestato una donna durante un evento SAE. La chiamata in causa comprendeva anche la confraternita ZBT e la UCLA.
Nel gennaio 2019, il capitolo SAE presso l'Università della California, Irvine fu sospeso dopo il decesso di una matricola appena iniziata alla confraternita. Nel marzo 2019, l'ufficio del coroner della Contea di Orange annunciò che la causa della morte era l'avvelenamento da alcol e che i dettagli erano ancora sotto indagine. Il capitolo fu chiuso a tempo indeterminato, al centro di accuse di rituali di nonnismo della Confraternita.
Nel febbraio 2019, il capitolo SAE presso l'Università Tecnologica del Tennessee è stato sospeso da quattro a cinque anni o fino a quando tutti gli attuali membri si sono laureati presso o hanno lasciato questa Università. La chiusura avviene in seguito al decesso di un membro laureato ed ex membro della Confraternita, che è morto un giorno dopo aver partecipato ad una "notte del passaggio a senior, presso la residenza della SAE il 7 dicembre 2018.
Nell'aprile 2019, il capitolo SAE presso l'Università Vanderbilt è stato sospeso fino al 2023 per atti di nonnismo.

## Atti di discriminazione
Nel 1982 membri della SAE preso l'Università di Cincinnati sono stati sospesi a causa di un party fortemente razzista avvenuto in corrispondenza del Martin Luther King Day.
Nel 2013, si diceva che la promessa della SAE alla Università Washington a Saint Louis comprendesse la recitazione del testo di Bitches Ain't Shit di Dr. Dre in forma di invettiva molto vicino a parecchi studenti afro-americani nella sala mensa dell'Università. L'attività del capitolo fu fermata per parecchi mesi mentre il capitolo fu posto sotto inchiesta con l'accusa di comportamento razzista derivante dall'evento. Il capitolo fu integralmente reintegrato dopo l'indagine.
Nel 2014, il capitolo presso la Clemson University ospitò un Cripmas party, in riferimento alla gang dei Crips, afro-americani originari della California meridionale. Il capitolo "sospese tutte le attività indefinitamente", secondo l'ufficio nazionale SAE.
Ancora, nel 2014, membri della SAE all'Università dell'Arizona furono sospesi per aver attaccato una Confraternita ebrea, la Alpha Epsilon Pi.
Nel marzo 2015, l'organizzazione nazionale Sigma Alpha Epsilon chiuse il capitolo dell'Università dell'Oklahoma dopo aver visto un video in cui i membri del medesimo cantavano una canzone nella quale si pronunciava l'insulto "nigger", facendo riferimento al linciaggio. La canzone, sulla melodia del popolare canto per bambini If You're Happy and You Know It ("Se tu sei felice e lo sai"), dichiara:
(Canto razzista)
Sigma Alpha Epsilon sospese l'autorizzazione del capitolo coinvolto e ne sospese i membri l'8 marzo 2015. Il Presidente dell'Università dell'Oklahoma, David Boren, chiuse il capitolo della Confratrernita, dando ai membri due giorni per sgomberare il campus della Confraternita trasferendosi. Il 10 marzo 2015, due student identificati nel video furono espulsi dall'Università.
Nel maggio 2016, il capitolo della SAE presso l'Università del Wisconsin-Madison fu sospeso causa ripetuti insulti razzisti, omofobici e antisemiti e che quindi ostracizzava un membro di colore della SAE per aver parlato contro questo deplorevole comportamento.